# MasterChef Latinos
MasterChef Latinos es un programa de competencia de cocina, basado en la serie británica MasterChef creada por Franc Roddam y enfocado al público hispanoamericano de los Estados Unidos.

## Descripción
En el programa, cocineros de diversos países hispanoamericanos compiten entre ellos para conseguir el título de MasterChef Latinos. El programa fue estrenado el 10 de febrero de 2022 por la cadena Estrella TV y contó con la participación de Claudia Sandoval, Benito Molina y Adrián Herrera como jueces. El 19 de mayo de 2022, la empresaria mexicana Michelle Mathelin resultó ganadora de la primera temporada.

## Primera temporada (2022)

### Participantes
| Nombre               | Originario     | Residencia       | Edad    | Ocupación                | Información    |
| -------------------- | -------------- | ---------------- | ------- | ------------------------ | -------------- |
| Michelle Mathelín    | México         | Acapulco         | 39 años | Empresaria               | Ganadora       |
| Neuris Rivera        | Cuba           | Houston          | 37 años | Asistente médico         | Finalista      |
| Dalia González       | México         | Sacramento       | 52 años | Estilista                | Finalista      |
| Christopher Basteris | México         | Mérida           | 27 años | Creador de contenidos    | 13.º eliminado |
| Rafael Gabeiras      | España         | Ciudad de México | 33 años | Conferencista            | 12.º eliminado |
| Lorena de Cristofaro | México         | Phoenix          | 53 años | Maestra de arte          | 11.ª eliminada |
| Juan Rodríguez       | México         | Orizaba          | 25 años | Asistente administrativo | 10.º Eliminado |
| Lourdes Andonie      | México         | Monterrey        | 31 años | Empresaria               | 9.ª eliminada  |
| Lulú Armendariz      | México         | Los Ángeles      | 54 años | Ejecutiva de cuentas     | 8.ª eliminada  |
| Elvia Rivera         | Puerto Rico    | San Juan         | 47 años | Actriz                   | 7.ª eliminada  |
| Luis Ángel Esquivel* | México         | Morelia          | 50 años | Comerciante              | 6.º eliminado  |
| Freddy Hidalgo       | Perú           | Ciudad de México | 31 años | Actor                    | 5.º eliminado  |
| César Tolano         | México         | Chattanooga      | 34 años | Empresario               | 4.º eliminado  |
| Mónica Patiño        | México         | Ciudad de México | 38 años | Ama de casa              | 3.ª eliminada  |
| Jesús Segovia        | México         | Dallas           | 42 años | Vendedor de autos        | 2.º eliminado  |
| Jesús Manuel Ponce   | México         | Monterrey        | 33 años | Creador de contenidos    | 1.º eliminado  |
| Raquel Gad**         | Estados Unidos | Albany           | 47 años | Ama de casa              |                |

* El expulsado original es Juan Rodríguez, pero Luis Ángel Esquivel abandona la competencia por problemas de salud.

**Al inicio del segundo capítulo Raquel Gad anuncia que abandona la competencia por problemas personales, es sustituida por Lourdes Andonie.